# France Gareau
France Gareau-Foudy, kanadska atletinja, * 15. april 1967, Verner, Ontario, Kanada.
Nastopila je na olimpijskih igrah leta 1984 ter osvojila srebrno medaljo v štafeti 4×100 m, v teku na 100 m se je uvrstila v četrtfinale. Na panameriških igrah je osvojila bronasto medaljo v štafeti 4x400 m leta 1990.